# Decapauropus remyi
Decapauropus remyi is een weinigpotigensoort uit de familie van de Pauropodidae. De wetenschappelijke naam van de soort is voor het eerst geldig gepubliceerd in 1935 door Bagnall.